# Bästeträsk
Bästeträsk – największe jezioro na szwedzkiej wyspie Gotlandia. Zajmuje ono powierzchnię 6,52 km², a jego poziom wody znajduje się 6,1 m nad poziomem morza.
Na jeziorze znajdują się dwie wyspy: Storholmen i Lillholmen.
Obszar jeziora i jego okolic należy do rezerwatu przyrodniczego Bästeträsk.